# Појана Плетари (Бузау)
Појана Плетари (рум. Poiana Pletari) насеље је у Румунији у округу Бузау у општини Килииле. Oпштина се налази на надморској висини од 724 m.

## Становништво
Према подацима из 2002. године у насељу је живело 69 становника, од којих су сви румунске националности.